# TNFRSF5
Tumornekrosefaktorrezeptor-Superfamilie 5 (synonym TNFRSF 5, Cluster of Differentiation 40, CD40) ist ein Oberflächenprotein aus der Tumornekrosefaktorrezeptor-Superfamilie.

## Eigenschaften
CD40 ist ein Kostimulator in B-Zellen, dendritischen Zellen und manchen Tumoren. Es ist glykosyliert.
CD40 ist der Rezeptor von TNFSF5 (CD40L). CD40 ist beteiligt an der Aktivierung der ERK in Makrophagen und B-Zellen, woraufhin in B-Zellen verstärkt Antikörper sezerniert werden. CD40 wird auf Monozyten, Makrophagen, B-Zell-Lymphozyten und residentiellen Immunzellen des Zentralen Nervensystems (ZNS) exprimiert und ist mit seinem Liganden ein entscheidender Kostimulator von Entzündungsreaktionen.
Der Ligand ist TNFSF5 bzw. CD40L, auch als CD154 bezeichnet, und ist ein Zellmembran-Protein vor allem auf T-Zellen. Durch das Eindringen CD40L-exprimierender T-Zellen kann eine CD40-induzierte Entzündungsreaktion ausgelöst werden, wie dies  bei der propgressiven Form der Multiplen Sklerose eine Rolle spielt.